# Атчісон (округ, Міссурі)
Шаблон:StateAbbr_ 40°26′ пн. ш. 95°26′ зх. д. / 40.43° пн. ш. 95.43° зх. д.
Округ  Атчісон (англ. Atchison County) — округ (графство) у штаті Міссурі, США. Ідентифікатор округу 29005.

## Історія
Округ утворений 1843 року.

## Демографія
За даними перепису 
2000 року 
загальне населення округу становило 6430 осіб, усе сільське.
Серед мешканців округу чоловіків було 3203, а жінок — 3227. В окрузі було 2722 домогосподарства, 1778 родин, які мешкали в 3103 будинках.
Середній розмір родини становив 2,82.
Віковий розподіл населення поданий у таблиці:
| Стать    | До 15 років | 15-21 | 22-29 | 30-39 | 40-49 | 50-65 | 65-85 | Понад 85 |
| -------- | ----------- | ----- | ----- | ----- | ----- | ----- | ----- | -------- |
| Чоловіки | 617         | 402   | 259   | 365   | 464   | 563   | 467   | 66       |
| Жінки    | 544         | 243   | 244   | 368   | 450   | 557   | 650   | 171      |

## Суміжні округи
- Фремонт, Айова — північ
- Пейдж, Айова — північний схід
- Нодавей — схід
- Голт — південь
- Річардсон, Небраска — південний захід
- Немага, Небраска — захід
- Ото, Небраска — північний захід

## Виноски
1. ↑  U.S. Decennial Census. United States Census Bureau. Архів оригіналу за 26 квітня 2015. Процитовано 13 листопада 2014.
2. ↑  Historical Census Browser. University of Virginia Library. Архів оригіналу за 11 серпня 2012. Процитовано 13 листопада 2014.
3. ↑  Population of Counties by Decennial Census: 1900 to 1990. United States Census Bureau. Архів оригіналу за 3 грудня 2014. Процитовано 13 листопада 2014.
4. ↑  Census 2000 PHC-T-4. Ranking Tables for Counties: 1990 and 2000 (PDF). United States Census Bureau. Архів оригіналу (PDF) за 18 грудня 2014. Процитовано 13 листопада 2014.
5. ↑  State & County QuickFacts. United States Census Bureau. Архів оригіналу за 21 лютого 2016. Процитовано 7 вересня 2013. [Архівовано 2011-06-07 у Wayback Machine.](англ.) Наведено за англійською вікіпедією.
6. ↑  American FactFinder. Бюро перепису населення США. Архів оригіналу за 26 лютого 2012. Процитовано 31 січня 2008. [Архівовано 2008-05-21 у Wayback Machine.]

| США | Це незавершена стаття з географії США. Ви можете допомогти проєкту, виправивши або дописавши її. |